# پوستر تحت تعقیب

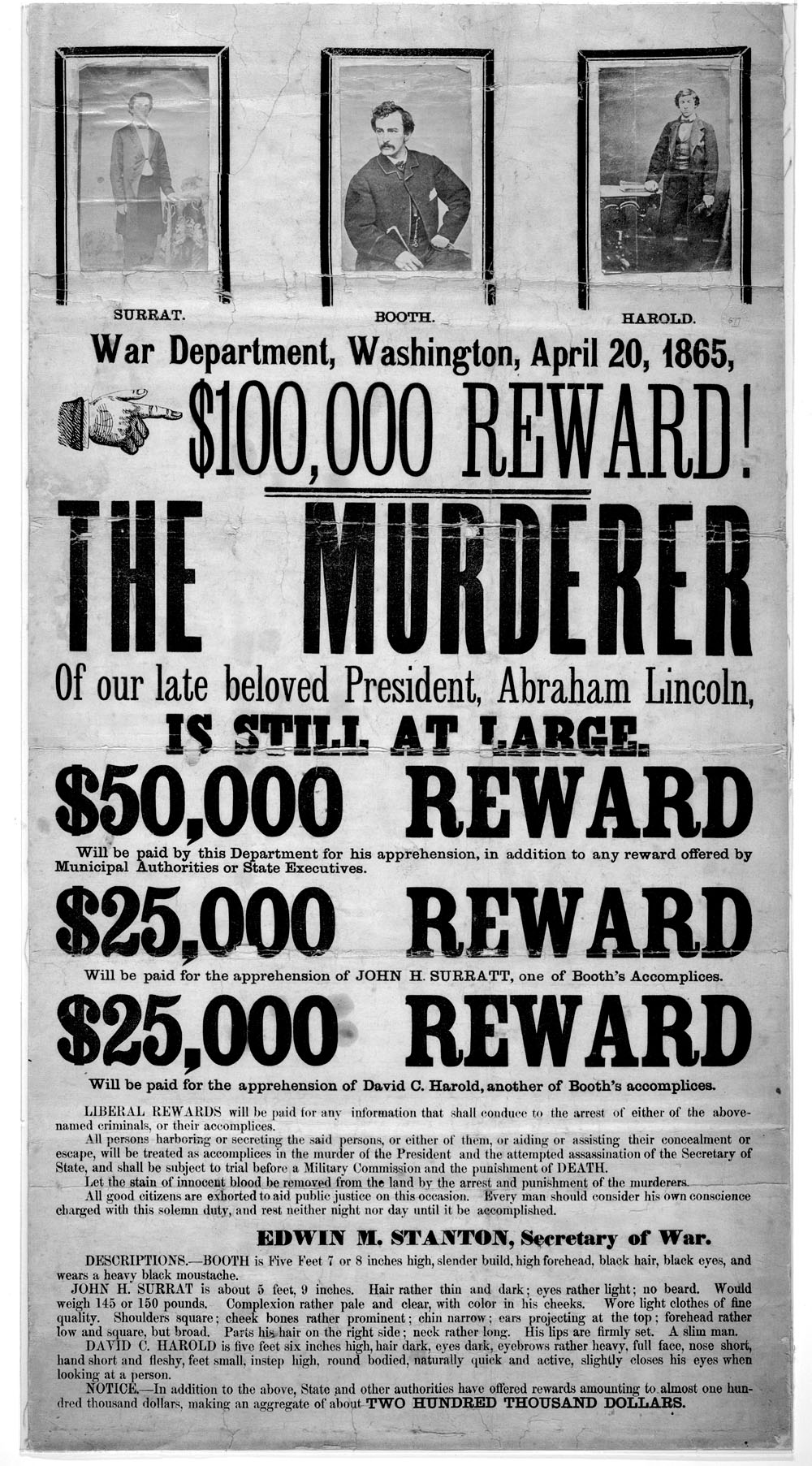
پوستر تحت تعقیب جان ویلکس بوث و همدستانش در ترور آبراهام لینکلن

پوستر تحت تعقیب (به انگلیسی: Wanted poster) پوستری است که برای اطلاع عموم از شخصی که مقامات می‌خواهند او را دستگیر کنند توزیع می‌شود. این پوسترها عموماً شامل تصویری از شخص هستند، یا عکسی از صورت یا تصویر چهره‌نگاری وی که توسط پلیس تهیه شده است.

## برخی از پوسترهای معروف تحت تعقیب
- جان دیلینجر
- بیلی د کید
- بانی و کلاید
- جک قاتل
- جیمز ارل ری
- جان ویلکس بوث
- دی.بی. کوپر
- پابلو اسکوبار
- جسی جیمز
- زودیاک قاتل
- اسامه بن لادن
- چارلز آرتور فلوید